# Абу Мена
Абу Мена (също Абу Мина, на арабски أبو مينا‎) е исторически град, манастир и център на религиозно поклонничество в Египет, на около 45 километра югозападно от Александрия. Комплексът е в списъка на световното културно и природно наследство на ЮНЕСКО от 1979 насам.

## История
Счита се, че градът е основан на мястото, където е погребан Мина Котуански, войник в армията на Диоклетиан. През 3 век тук е построен малък манастир, който обаче бързо се разраства заради славата на лечебните води от местния извор. Комплексът се превръща в най-големия християнски център за поклонничество и по времето на Аркадий е значително разширен. През 5 век е построена и голяма базилика, където се продават ампули със светена вода. Два века по-късно Абу Мена е унищожен по време на арабските завоевания.

## Археологически проучвания
Обектът е проучен за първи път между 1905 и 1907. Разкрити са основите на базиликата, малка църковна сграда непосредствено до нея и римски бани. Втората серия от разкопки завършва през 1998 и отговаря на голяма част от въпросите на археолозите. Намерени са останки от общежития за бедни поклонници, с отделни крила за мъже, жени и деца. Голяма сграда на юг от църквата вероятно е била седалище на абат, а в близост до нея са открити преси за вино и баптистерий.
През 2001 целият комплекс е добавен към списъка на културно наследство в опасност. Причината за това е покачването на подпочвените води, което в комбинация с глинестата почва може да подкопае основите на сградите.